# إميلي هابر
إميلي هابر (بالألمانية: Emily Haber)‏ هي دبلوماسية ألمانية، ولدت في 1956 في بون في ألمانيا.

## وصلات خارجية
- إميلي هابر على موقع مونزينجر (الألمانية)